# Yunque de Baracoa
El Yunque de Baracoa es la elevación más famosa de la provincia de Guantánamo, en Cuba. Esta montaña, ubicada en las cercanías de la ciudad de Baracoa, fue declarada Monumento Nacional en 1980 por ser un sitio de extraordinarios valores naturales y paisajísticos. Tiene un alto grado de conservación y endemismo.
El 27 de noviembre de 1492, Cristóbal Colón lo describió en su diario de navegación: «y al cabo de ella de la parte Sueste un cabo en el cual hay una montaña alta y cuadrada que parecía isla». Desde aquel momento se ha convertido en faro de los navegantes que surcan el litoral baracoano.
El Yunque posee una cima aplanada con una altura de 560 metros sobre el nivel del mar. Está constituido por un basamento de rocas tobas, sobre el cual  se haya emplazado un gran macizo calcáreo. La cima presenta una pendiente plana y muy rugosa resultado de la intensa carsificación.
En el Yunque la fauna y la flora es muy variada aunque la más representativa son las aves, con abundancia del Tocororo, el Carta Cuba, el Cao y la Paloma Rabiche.

## Galería

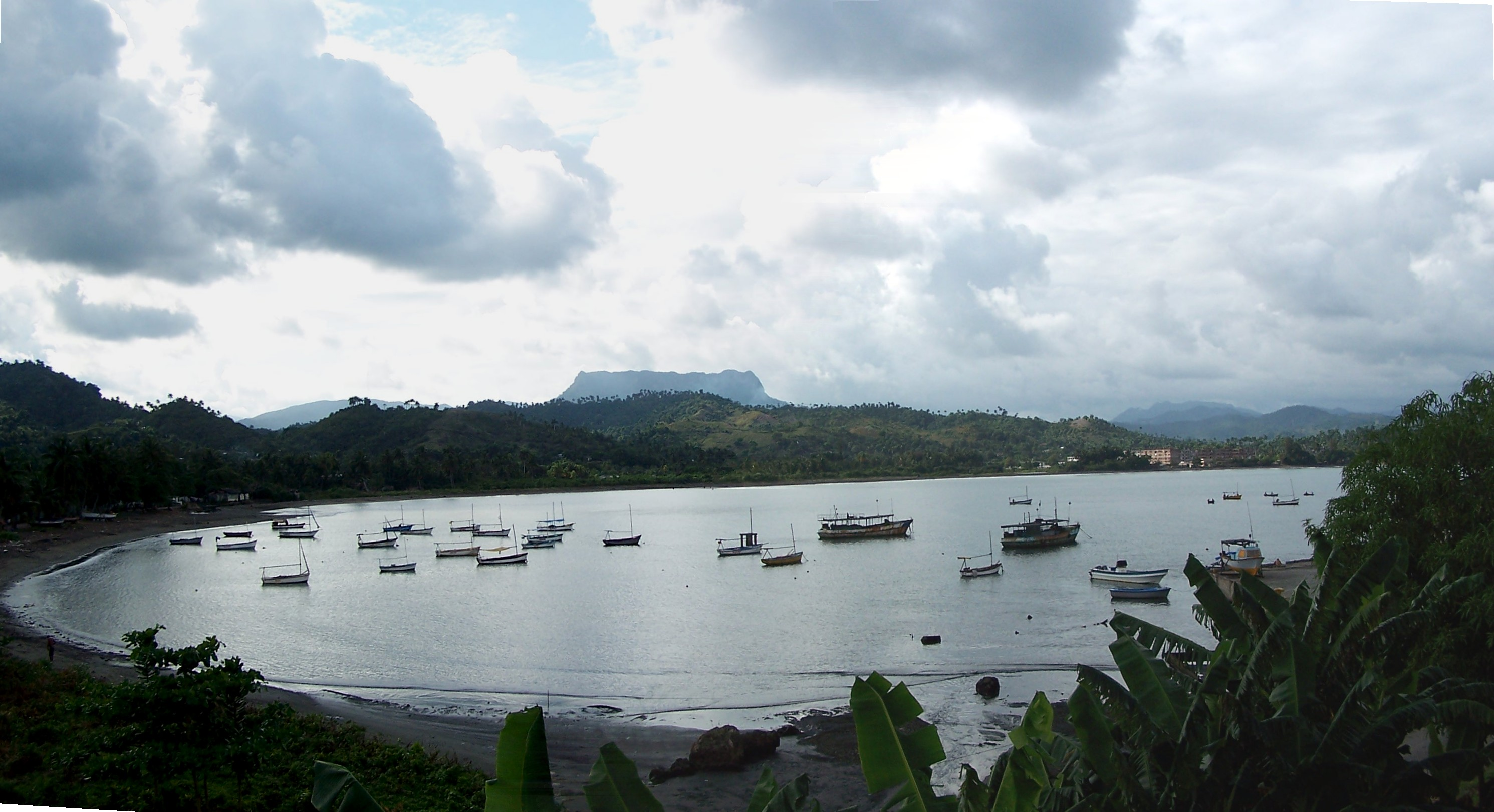
El Yunque sobre la bahía de Baracoa
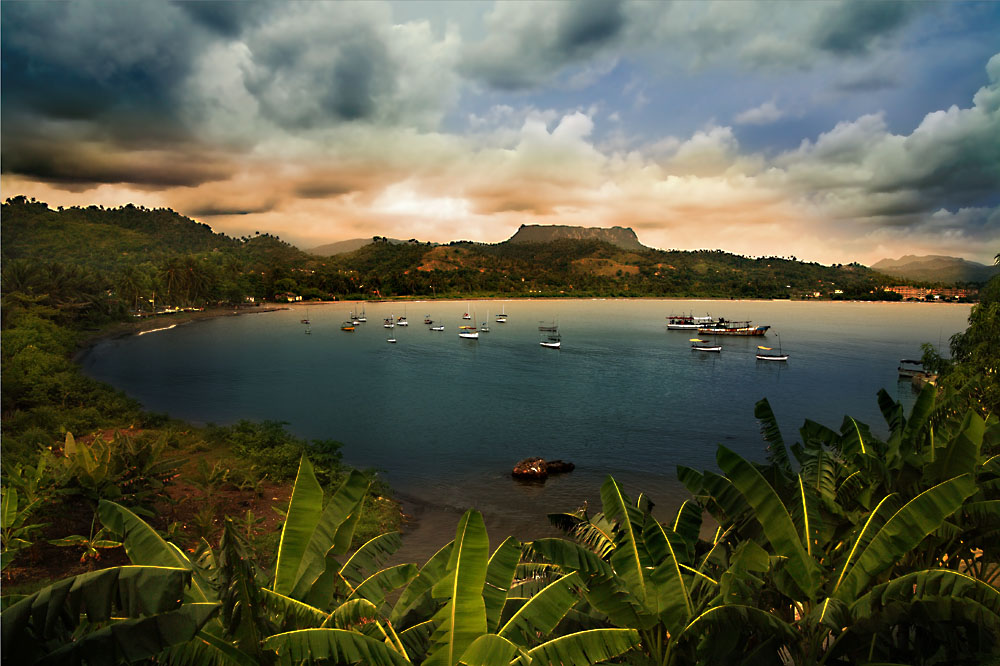
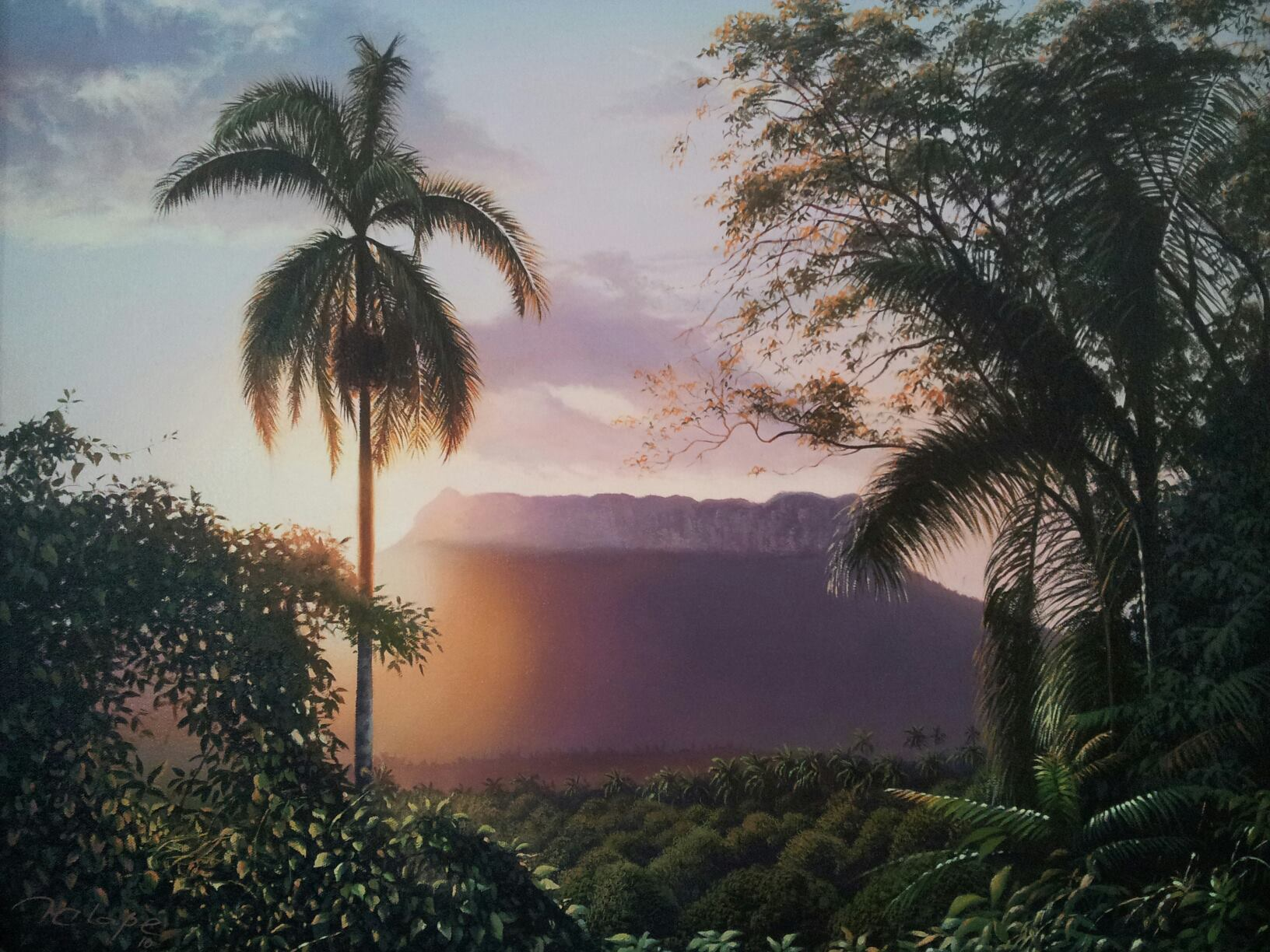